# Feldmark Stolpe - Karrenzin - Dambeck - Werle
Feldmark Stolpe - Karrenzin - Dambeck - Werle este o arie protejată (arie de protecție specială avifaunistică — SPA) din Germania întinsă pe o suprafață de 13.842 ha, integral pe uscat.

## Localizare
Centrul sitului Feldmark Stolpe - Karrenzin - Dambeck - Werle este situat la coordonatele 53°17′32″N 11°44′59″E / 53.2922°N 11.7497°E.

## Înființare
Situl Feldmark Stolpe - Karrenzin - Dambeck - Werle a fost declarat arie de protecție specială avifaunistică în aprilie 2008 pentru a proteja 16 specii de animale.

## Biodiversitate
Situată în ecoregiunea continentală, aria protejată nu include niciun habitat protejat.
La baza desemnării sitului se află mai multe specii protejate de  păsări (16): Anser albifrons albifrons, gâscă de semănătură (Anser fabalis), barză albă (Ciconia ciconia ciconia), erete de stuf (Circus aeruginosus), Cygnus columbianus bewickii, ciocănitoarea de stejar (Dendrocopos medius), ciocănitoare neagră (Dryocopus martius), presură de grădină (Emberiza hortulana), Grus grus grus, sfrâncioc roșiatic (Lanius collurio), ciocârlie de pădure (Lullula arborea), gaia neagră (Milvus migrans), gaia roșie (Milvus milvus), viespar (Pernis apivorus), ploier auriu (Pluvialis apricaria), silvie porumbacă (Sylvia nisoria).